# Campionati mondiali di nuoto in vasca corta 2022 - 800 metri stile libero femminili
La gara di nuoto degli 800 metri stile libero femminili dei Campionati mondiali di nuoto in vasca corta 2022 si è disputata il 13 dicembre 2022 presso il Melbourne Sports and Aquatic Centre di Melbourne, in Australia.
Vi hanno preso parte 22 atlete da 18 nazioni.

## Podio
| Posizione | Atleta            | Nazionalità   |
| --------- | ----------------- | ------------- |
| Oro       | Lani Pallister    | Australia     |
| Argento   | Erika Fairweather | Nuova Zelanda |
| Bronzo    | Miyu Namba        | Giappone      |

## Programma
| Data             | Ora (UTC+1) | Turno        |
| ---------------- | ----------- | ------------ |
| 14 dicembre 2022 | 01:19       | Serie lenta  |
| 14 dicembre 2022 | 09:42       | Serie veloce |

## Record
Prima della manifestazione il record del mondo e il record dei campionati erano i seguenti.
| Record mondiale       | 7:57.42 | Katie Ledecky Stati Uniti | 5 novembre 2022 Indianapolis, Stati Uniti d'America |
| Record dei campionati | 8:02.90 | Li Bingjie Cina           | 18 dicembre 2021 Abu Dhabi, Emirati Arabi Uniti     |

## Risultati
La serie lenta comprende le batterie 1 e 2, la serie veloce comprende la batteria 3.
| Pos | Batt | Corsia | Nome               | Nazione                 | Tempo   | Note |
| --- | ---- | ------ | ------------------ | ----------------------- | ------- | ---- |
|     | 3    | 4      | Lani Pallister     | Australia               | 8:04.07 |      |
|     | 3    | 7      | Erika Fairweather  | Nuova Zelanda           | 8:10.41 |      |
|     | 3    | 6      | Miyu Namba         | Giappone                | 8:12.98 | NR   |
| 4   | 3    | 5      | Leah Smith         | Stati Uniti             | 8:14.24 |      |
| 5   | 3    | 2      | Merve Tuncel       | Turchia                 | 8:17.89 |      |
| 6   | 3    | 8      | Jillian Cox        | Stati Uniti             | 8:20.95 |      |
| 7   | 3    | 3      | Zhang Ke           | Cina                    | 8:24.24 |      |
| 8   | 2    | 3      | Gabrielle Roncatto | Brasile                 | 8:25.45 |      |
| 9   | 2    | 4      | Yukimi Moriyama    | Giappone                | 8:25.46 |      |
| 10  | 2    | 6      | Imani de Jong      | Paesi Bassi             | 8:25.84 |      |
| 11  | 2    | 5      | Deniz Ertan        | Turchia                 | 8:29.92 |      |
| 12  | 2    | 2      | Alexa Reyna        | Francia                 | 8:35.32 |      |
| 13  | 2    | 7      | Jamie Perkins      | Australia               | 8:36.26 |      |
| 14  | 2    | 1      | Paula Otero        | Spagna                  | 8:37.61 |      |
| 15  | 1    | 5      | Stephanie Houtman  | Sudafrica               | 8:39.15 |      |
| 16  | 1    | 4      | Sasha Gatt         | Malta                   | 8:40.76 |      |
| 17  | 1    | 3      | Klara Bošnjak      | Croazia                 | 8:49.67 |      |
| 18  | 2    | 8      | Iman Avdić         | Bosnia ed Erzegovina    | 8:58.28 |      |
| 19  | 1    | 6      | Kuo Jui-an         | Taipei cinese           | 9:01.45 |      |
| 20  | 1    | 7      | Natalia Kuipers    | Isole Vergini Americane | 9:03.17 |      |
| 21  | 1    | 2      | Gabriella Doueihy  | Libano                  | 9:11.60 |      |
| -   | 3    | 1      | Gan Ching Hwee     | Singapore               | DNS     |      |